# ارخوطس ۱۴۹۹۵
سیارک ۱۴۹۹۵ (به انگلیسی: 14995 Archytas، نامگذاری:1997VY1) چهارده هزار و نهصد و نود و پنجمین سیارک کشف شده‌است که در ۵ نوامبر ۱۹۹۷ کشف شد.
قدر مطلق سیارک برابر ۱۲٫۹۰ است.